# Spragueia obatra
Spragueia obatra är en fjärilsart som beskrevs av Morrison 1875. Spragueia obatra ingår i släktet Spragueia och familjen nattflyn. Inga underarter finns listade i Catalogue of Life.